# کرستی الی
کریستی الی (به انگلیسی: Kirstie Alley) (زادهٔ ۱۲ ژانویه ۱۹۵۱ – درگذشتهٔ ۵ دسامبر ۲۰۲۲) بازیگر آمریکایی بود.
او پیرو مکتب ساینتولوژی بود.

## مرگ
الی در ۵ دسامبر ۲۰۲۲ در سن ۷۱ سالگی بر اثر سرطان روده بزرگ در مرکز سرطان موفیت در تمپا، فلوریدا درگذشت. طبق بیانیه‌ای که فرزندانش منتشر کردند، سرطان اخیراً کشف شده بود.
همسر سابقش پارکر استیونسون، دو فرزندش، جان تراولتا، همبازی اش، ببین چه کسی صحبت می‌کند و دیگر افراد مشهور تسلیت خود را در شبکه‌های اجتماعی منتشر کردند. تد دانسون، کلسی گرامر، و ریا پرلمن، بازیگران به‌سلامتی، نیز بیانیه‌هایی را برای یادبود او منتشر کردند.

## بخشی از فیلم‌شناسی
- پیشتازان فضا ۲: خشم خان (۱۹۸۲)
- یک شانس دیگر (۱۹۸۳)
- قهرمانان (۱۹۸۴)
- قرار بدون آشنایی قبلی (۱۹۸۴)
- فرار(۱۹۸۴)
- مدرسه تابستانی (۱۹۸۷)
- پسر عاشق (۱۹۸۹)
- ببین دیگه کی داره حرف می‌زنه (۱۹۸۹)
- تیمارستان (۱۹۹۰)
- رقابت خواهر و برادر (۱۹۹۰)
- ببین دیگه کی داره حرف می‌زنه (۱۹۹۰)
- ببین حالا کی حرف می‌زنه (۱۹۹۳)
- دهکده نفرین‌شدگان (۱۹۹۵)
- پای هر دو گیر است (۱۹۹۵)
- نوادا (۱۹۹۷)
- هری ساختارشکن (۱۹۹۷)
- برای ثروتمند یا فقیر (۱۹۹۷)
- آخر خوشگل‌ها (۱۹۹۹)
- شربت (۲۰۱۳)
- عشق تصادفی (۲۰۱۵)
- رقص با ستارگان